# Scelio varipunctatus
Scelio varipunctatus är en stekelart som beskrevs av Alan Parkhurst Dodd 1915. Scelio varipunctatus ingår i släktet Scelio och familjen Scelionidae. Inga underarter finns listade i Catalogue of Life.